# Polocote de Arriba
Polocote de Arriba är en ort i Mexiko.   Den ligger i kommunen Venado och delstaten San Luis Potosí, i den centrala delen av landet, 400 km nordväst om huvudstaden Mexico City. Polocote de Arriba ligger 1 885 meter över havet och antalet invånare är 627.
Terrängen runt Polocote de Arriba är platt åt sydost, men åt nordväst är den kuperad. Runt Polocote de Arriba är det glesbefolkat, med 10 invånare per kvadratkilometer. Närmaste större samhälle är Charcas, 19,0 km norr om Polocote de Arriba. Omgivningarna runt Polocote de Arriba är i huvudsak ett öppet busklandskap.